# 杯菊属
杯菊属（学名：Cyathocline）是菊科下的一个属，为直立、一年生、有气味的草本植物。该属共有3种，分布于印度。

## 物种
本属包括以下物种：
- Cyathocline birmanica Gand.
- Cyathocline lutea Law ex Wight
- Cyathocline manilaliana C.P.Raju & R.R.V.Raju
- 杯菊 Cyathocline purpurea (Buch.-Ham. ex D.Don) Kuntze